# Li Yueru
Li Yueru (李月汝S, Lǐ YuèrǔP; Changzhi, 28 marzo 1999) è una cestista cinese.

## Carriera
È stata selezionata dalle Atlanta Dream al terzo giro del Draft WNBA 2019 (35ª scelta assoluta).
Con la Cina ha disputato i Giochi olimpici di Tokyo 2020, due edizioni dei Campionati mondiali (2018, 2022) e tre edizioni dei Campionati asiatici (2017,  2019, 2021).